# Kapelle Zu den Sieben Schmerzen Mariä (Dornbirn)

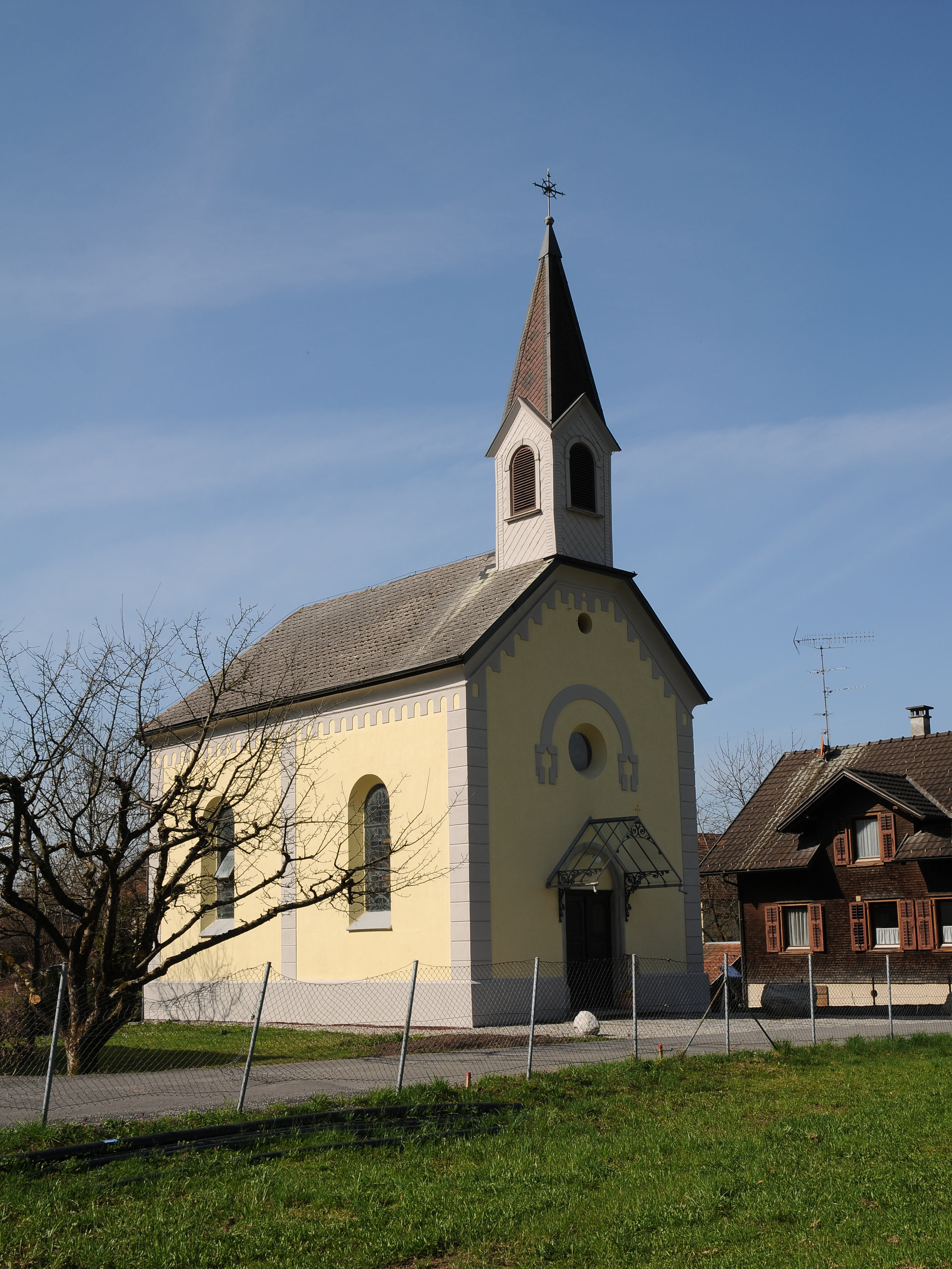
Kapelle Zu den Sieben Schmerzen Mariä in Dornbirn, Vorderachmühle, Spinnergasse.

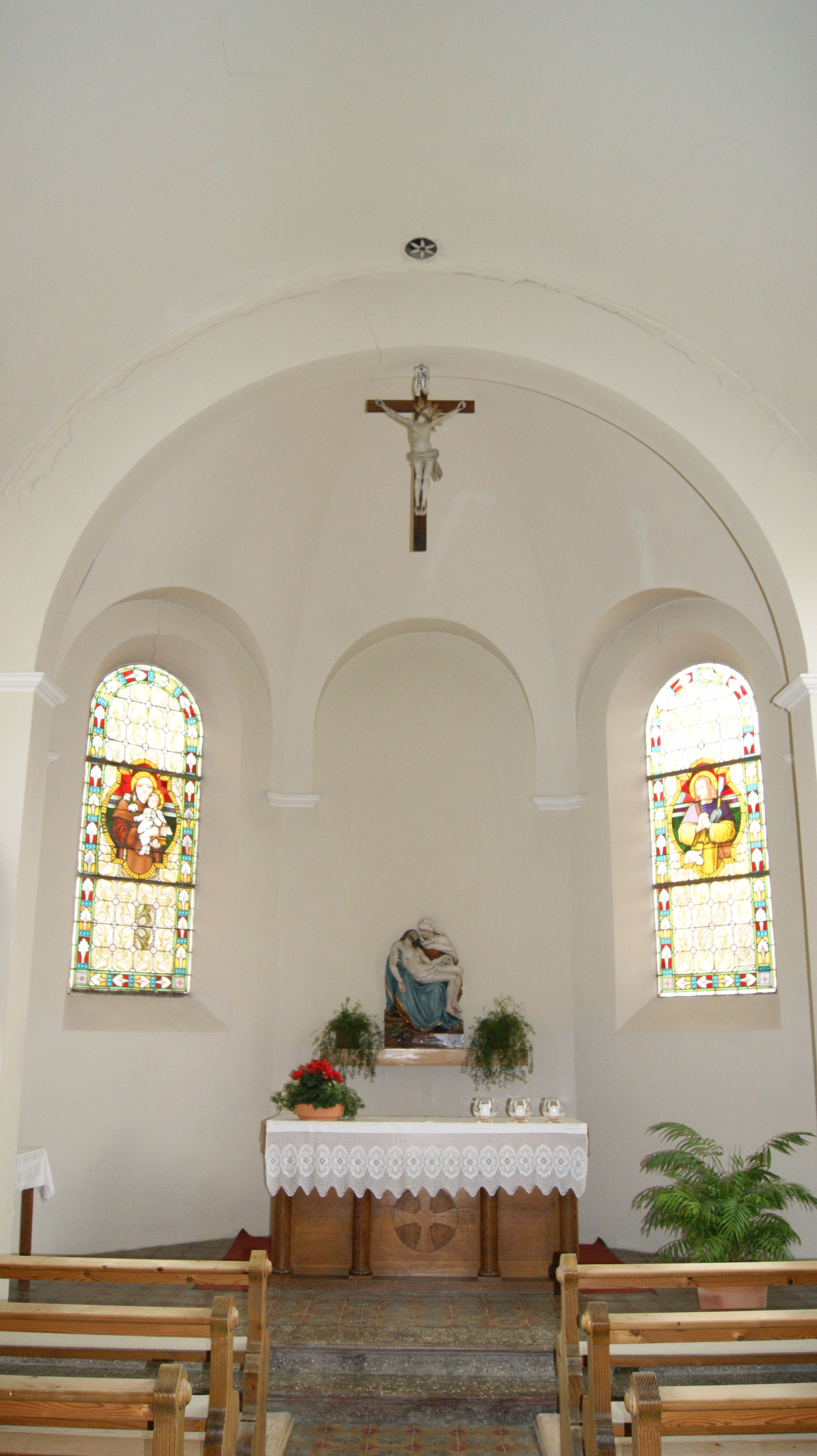
Innenraum der Kapelle, Blick zum Altar.

Die römisch-katholische Kapelle Zu den Sieben Schmerzen Mariä steht im Ortsteil Vorderachmühle der Gemeinde Dornbirn im Bezirk Dornbirn in Vorarlberg. Sie ist der Gottesmutter geweiht und gehört zur Stadtpfarrkirche St. Martin und damit zum Dekanat Dornbirn in der Diözese Feldkirch. Das Bauwerk aus dem Jahr 1907 steht unter Denkmalschutz (Listeneintrag). Die Kapelle (452 m ü. A.) ist vom Stadtzentrum von Dornbirn etwa 1,3 km Luftlinie entfernt.

## Geschichte
Die Kapelle wurde 1906–1907 von der Kapellengemeinschaft Vorderachmühle – Gechelbach errichtet und wird von dieser auch heute noch betreut und unterhalten. Der Kapelle geht ein Vorläuferbau voraus, der 1734 in der Nähe des heutigen Standorts errichtet wurde. Der Plan für die Kapelle wurde vom Dornbirner Baumeister Josef Anton Fußenegger († 1907) erstellt und auch die Baumeisterarbeiten ausgeführt.
Die Weihe erfolgt am Pfingstmontag 1907, 1949 wurde für die Kapelle die Messlizenz verliehen und 1955 die Sakristei angebaut.

## Kirchenbau
Es handelt sich um einen Bau mit annähernd rechteckiger Grundform und Südwest/Nordost-Ausrichtung und 3⁄4-Chor mit Stichkappengewölbe. Südwestlich (Altar) sind die Außenwände abgeschrägt. Die einfache Holztüre und der Glockendachreiter auf dem Satteldach mit viereckigem Spitzhelm befinden sich südöstlich. Das Satteldach ist mit Eternitdachschindeln gedeckt. Die angebaute Sakristei befinden sich nordwestlich und hat einen direkten Zugang zum Altarraum sowie einen eigenen Eingang von außen.
Der Betraum hat ein Tonnengewölbe und eine eingezogene Chorwand, in der sich in der Mitte ein Kruzifix befindet. In der Fassade befinden sich Rundbogenfenster, über der Türe ein Rosettenfenster.

## Ausstattung
Die Kirchenbänke aus lackiertem Tannenholz sich sehr schlicht gehalten. Die Kreuzwegstationen sind kunstvolle Bleistiftzeichnungen mit Holzumrandung.
Die Kapelle hat lediglich eine schlichte, getünchte Altarwand mit einer Pietà aus dem Jahr 1907 von Reich (Dornbirn), vor der ein massiver Altar aus Holz steht. Neben dem eingezogenen Chorbogen stehen Statuen, die links die hl. Anna mit Maria und rechts den hl. Josef darstellen (beide Anfang 20. Jh.). Die Glasgemälde der Fenster im Altarraum stammen von J.Schnitzler Glasmalerei aus Dornbirn und zeigen links den hl. Augustinus, rechts den hl. Wendelin.
Die gerade Empore mit linksseitigem Aufgang wurde erst später eingezogen und verdeckt nunmehr teilweise zwei Rundbogenfenster.
Beim Eingang befindet sich ein dominantes Gemälde von Johann Martin Ulmer aus 1734, welches die Anbetung der Könige darstellt und in der Vorgängerkapelle das Altarbild war.

## Besonderheit
Direkt hinter der Kapelle befindet sich ein Minigolf-Platz. Etwa 10 m entfernt fließt der Müllerbach, der jedoch inzwischen verrohrt wurde.